# Van Asch van Wijckgebergte
Het Van Asch van Wijckgebergte is een bergrug in Suriname in het district Sipaliwini en onderdeel van het Hoogland van Guyana. De bergrug is genoemd naar de Surinaamse gouverneur van 1891-1896, Titus van Asch van Wijck.
Het Van Asch van Wijckgebergte ligt in het district Sipaliwini en vormt de waterscheiding tussen de stroomgebieden van de Boven-Saramacca aan de ene kant en Gran Rio en Boven-Suriname aan de andere kant. Het gebergte bestaat uit een aantal alleenstaande bergen afgewisseld door heuvelland. De hoogste toppen bereiken ruim 500-700 meter. De Ebbatop is de bekendste en noordelijkste top en is 721 m hoog.
Het gebergte is opgebouwd uit resistente Avanaverodoleriet die een ouderdom heeft van 1782 miljoen jaar. 